# Імперфект
Імперфе́кт (від лат. imperfectum — «незавершене») — одна з форм минулого часу дієслова в індоєвропейських мовах та уральських мовах, що виражає тривалу або повторювану дію без указівки на її закінчення в минулому. У морфології «Руської правди» виразно виступає відсутність імперфекта і аориста.

## Історія

### У давнину
Імперфект, як і аорист, був живою формою мови стародавніх слов'ян аж у староруську епоху. Цей час уживали, щоб передати минулу дію в її розвитку, щоб виразити минулу тривалу або повторювальну дію. Як уважають науковці, імперфект і аорист зникли не тому, що вони не були властиві стародавнім слов'янам, а тому, що в дієслівних формах, які б виражали минулу дію в її розвитку, тут не було ніякої потреби.
Форми імперфекта в оригінальних східнослов'янських пам'ятках розповідних жанрів виступають, описуючи звичаї, традиції, явища, які мали тривале існування. Наприклад: «А древляне живяху звѣриньскимъ образомъ, жиуще скотьски: убиваху другъ друга, ядяху вся нечисто, и брака у нихъ не бываше, но умыкиваху у воды дѣвиця».
Утрата імперфекта, як і аориста, у живій мові східних слов'ян сталася ще в староруську добу, у XII ст. Пізніші випадки є традицією, а не властивістю живої мови. Уважають, що ці часи давньоруська мова втратила не тому, що вони два були не властиві давній мові, а тому, що в них уже просто не було потреби, бо перфект значно розширив свої межі й спокійно замінював їх обох. Можливо, імперфект зник раніше аориста.

### Утворення

#### Походження форм
Наведені форми імперфекту з'явилися на слов'янському ґрунті, коли відбувся Педерсенів закон:
|           | Індоєвропейська мова        | Старосл.              | Церковносл.      |
| --------- | --------------------------- | --------------------- | ---------------- |
| Інфінітив | *nĕs-tēi̯ >                  | нєс-ти >              | нес-ти           |
| Особа     | Однина                      | Однина                | Однина           |
| 1         | *nĕs-ēāx-ŏm >               | несѣахъ >             | несяхъ           |
| 2         | *nĕs-ēāx-ĕ-s >              | несѣашє >             | несяше           |
| 3         | *nĕs-ēāx-ĕ-t >              | несѣашє >             | несяше           |
| Особа     | Двоїна                      | Двоїна                | Двоїна           |
| 1         | *nĕs-ēāx-ŏ-vē >             | несѣаховѣ >           | несяховѣ         |
| 2         | *nĕs-ēāx-ĕ-tā >             | несѣашєта >           | несяста несяшета |
| 3         | *nĕs-ēāx-ĕ-tĕ >             | несѣашєта > несѣашєтє | несяста несяшета |
| Особа     | Множина                     | Множина               | Множина          |
| 1         | *nĕs-ēāx-ŏ-mŏs > -mŭs > -mъ | несѣахомъ>            | несяхомъ         |
| 2         | *nĕs-ēāx-ĕ-tĕ >             | несѣашєтє >           | несясте несяшете |
| 3         | *nĕs-ēāx-ŏ-nt > -ǭ >        | несѣахѫ >             | несяху           |

#### У старослов'янській мові
Імперфект в глибоку давнину утворювався двома способами:
1. шляхом додавання закінчень -ахъ, -аше до основ інфінітива, якщо вона закінчувалася на -а чи -ѣ, тобто: староцерк.-слов. зна-ти > зна-ахъ, видѣ-ти > видѣ-аше;
2. шляхом додавання закінчень -ѣахъ, -ѣаше до основ інфінітива в решті випадків, при цьому, якщо основа закінчувалася на [k] чи [g] або дієслово було другої дієвідміни, то перед суфіксом імперфекта відбувалося чегування: староцерк.-слов. пєщи > пєчаахъ, мощи > можаашє, носити > ношаахъ, ходити > хождѩашє, возити > вожаахъ, любити > люблѩашє, мислити >  мишлѩахъ;
3. Більша частина старослов'янських дієслів утворювала форми імперфекту від основи інфінітива, але дієслова із суфіксом -нѫ- або дієслова, чия інфінітивна основа була односкладова й закінчувалася на -ы-, -и-, -ѹ- (кры-ти, би-ти, чѹ-ти), або ж містила неповноголосі сполуки -ра-, -ла-, -лѣ- (брати сѧ «боротися», клати «колоти», млѣти «молоти»), а також дієслово пѣти «співати» утворювали імперфекта від основи теперішнього часу: староцерк.-слов. пѣти > поѩхъ, клати > колѩашє, млѣти > мєлѩахъ, бити > биѩашє. Дієслово быти «бути» утворювало форму від основи бѣ-.

Найдавніші слов'янські форми імперфекта мали такий вигляд:
| Особа | Писати    | Звати     | Ходити     | Видіти    | Нести     | Хвалити    | Бути    |
| Особа | Однина    | Однина    | Однина     | Однина    | Однина    | Однина     | Однина  |
| ----- | --------- | --------- | ---------- | --------- | --------- | ---------- | ------- |
| 1     | писаахъ   | зъваахъ   | хождяахъ   | видѣахъ   | несѣахъ   | хвалѣахъ   | бѣахъ   |
| 2     | писаашє   | зъваашє   | хождяашє   | видѣашє   | несѣашє   | хвалѣашє   | бѣашє   |
| 3     | писаашє   | зъваашє   | хождяашє   | видѣашє   | несѣашє   | хвалѣашє   | бѣашє   |
| Особа | Двоїна    | Двоїна    | Двоїна     | Двоїна    | Двоїна    | Двоїна     | Двоїна  |
| 1     | писааховѣ | зъвааховѣ | хождяаховѣ | видѣаховѣ | несѣаховѣ | хвалѣаховѣ | бѣаховѣ |
| 2     | писаашєта | зъваашєта | хождяашєта | видѣашєта | несѣашєта | хвалѣашєта | бѣашєта |
| 3     | писаашєта | зъваашєта | хождяашєта | видѣашєта | несѣашєта | хвалѣашєта | бѣашєта |
| Особа | Множина   | Множина   | Множина    | Множина   | Множина   | Множина    | Множина |
| 1     | писаахомъ | зъваахомъ | хождяахомъ | видѣахомъ | несѣахомъ | хвалѣахомъ | бѣахомъ |
| 2     | писаашєтє | зъваашєтє | хождяашєтє | видѣашєтє | несѣашєтє | хвалѣашєтє | бѣашєтє |
| 3     | писаахѫ   | зъваахѫ   | хождяахѫ   | видѣахѫ   | несѣахѫ   | хвалѣахѫ   | бѣахѫ   |

#### У церковнослов'янській
У церковнослов'янській мові сполука -аа- надалі скоротилася в -а-, а -ѣа- та -ѩа- в -ѧ-, залежно від того, який приголосний звук передував.
Імперфект на церковнослов'янському ґрунті мав такі форми:
| Особа | Писати           | Звати            | Ходити             | Видіти           | Нести            | Хвалити            | Бути          |
| Особа | Однина           | Однина           | Однина             | Однина           | Однина           | Однина             | Однина        |
| ----- | ---------------- | ---------------- | ------------------ | ---------------- | ---------------- | ------------------ | ------------- |
| 1     | писахъ           | зъвахъ           | хождахъ            | видяхъ           | несяхъ           | хваляхъ            | бяхъ          |
| 2     | писаше           | зъваше           | хождаше            | видяше           | несяше           | хваляше            | бяше          |
| 3     | писаше           | зъваше           | хождаше            | видяше           | несяше           | хваляше            | бяше          |
| Особа | Двоїна           | Двоїна           | Двоїна             | Двоїна           | Двоїна           | Двоїна             | Двоїна        |
| 1     | писаховѣ         | зъваховѣ         | хождаховѣ          | видяховѣ         | несяховѣ         | хваляховѣ          | бяховѣ        |
| 2     | писаста писашета | зъваста зъвашета | хождаста хождашета | видяста видяшета | несяста несяшета | хваляста хваляшета | бяста бяшета  |
| 3     | писаста писашета | зъваста зъвашета | хождаста хождашета | видяста видяшета | несяста несяшета | хваляста хваляшета | бяста бяшета  |
| Особа | Множина          | Множина          | Множина            | Множина          | Множина          | Множина            | Множина       |
| 1     | писахомъ         | зъвахомъ         | хождахомъ          | видяхомъ         | несяхомъ         | хваляхомъ          | бяхомъ        |
| 2     | писасте писашете | зъвасте зъвашете | хождасте хождашете | видясте (-шете)  | несясте (-шете)  | хвалясте (-шете)   | бясте (-шете) |
| 3     | писаху           | зъваху           | хождаху            | видяху           | несяху           | хваляху            | бяху          |